# Союз-ТМ
Союз-TМ — четверте покоління радянських космічних кораблів серії Союз, які застосовувалися для доставки екіпажів на орбітальні станції «Мир» та Міжнародну космічну. На них також здійснювалися польоти в рамках міжнародної програми Інтеркосмос.
З 21 травня 1986 по 10 листопада 2002 було запущено 34 корабля «Союз ТМ»: 33 пілотовані й один безпілотний. Не було жодного аварійного старту і зриву стикування з орбітальними станціями «Мир» і міжнародною космічною.

## Історія проекту
Для багатомодульної орбітальної станції «Мир» був створений модернізований корабель «Союз T», який отримав назву «Союз ТМ» (індекс залишився 11Ф732). Ескізний проект «Союзу ТМ» був випущений у квітні 1981, а основний комплект робочої документації — на початку 1982 модернізація «Союзу Т» (7К-СТ) відбувалась за двома напрямками: удосконалення бортових систем корабля і зниження маси.

## Технологічні вдосконалення
На «Союзі ТМ» були встановлені: нова радіотехнічна система зближення і стикування «Курс» (замість «Ігли» рос. Игла, Голка), надійніша комбінована рушійна установка з новими паливними баками, полегшені парашутні системи (на 40%), вдосконалені двигуни м'якої посадки і бортова цифрова обчислювальна машина (БЦОМ), а також нова система аварійного рятування.
Розрахункова тривалість польоту корабля в складі орбітальної станції залишилася 180 діб. Заводська нумерація кораблів почалась з № 51. Для експлуатації станції «Мир», а потім і МКС, НВО «Енергія» з 1985 по 2001 щорічно виготовляло по 2-3 кораблі.

## Експлуатація
«Союз ТМ» використовувався у тримісному і двомісному варіантах. Космонавти виконували польоти в скафандрах «Сокіл КВ-2». Кораблі «Союз ТМ» запускалися за допомогою ракети-носія (РН) «Союз-У2» (до «Союзу ТМ-22» включно). Для подальшого виробництва синтину потрібно було модернізувати виробничі потужності підприємства, яке виготовляло це синтетичне пальне, що, у свою чергу, призводило до значного подорожчання синтину. Тому 1996 для економії коштів було вирішено відмовитися від виробництва синтину і РН «Союз-У2». З 1996 всі «Союзи ТМ» виводилися на орбіту за допомогою «Союзу-У».
До 1986 наземна відпрацювання та випробування корабля «Союз ТМ» були завершені, і 21 травня 1986 на орбіту було виведено перший корабель «Союз ТМ» (№ 51) в безпілотному режимі. Стикування, спільний політ зі станцією «Мир» і спуск корабля пройшли успішно, що дозволило перейти до пілотованих польотів і штатної експлуатації корабля і станції. Передбачалося, що космонавти на борту «Миру» будуть нести вахту постійно (з перезміною екіпажів на борту станції).
6 лютого 1987 стартував перший пілотований «Союз ТМ-2» (№ 52) з екіпажем ЕО-2 (Ю.Романенко, А.Лавейкін), одним з основних завдань якого було встановлення нового рекорду тривалості польоту — 11 місяців. (екіпаж ЕО-1 був позаплановим і здійснив політ на «Мир» на кораблі «Союз Т-15»). Під час польоту екіпажу ЕО-2 на «Мирі» побувала перша експедиція відвідування (радянсько-сирійський екіпаж), яка стартувала на «Союзі ТМ-3» (№ 53). При цьому відбулась заміна бортінженера ЕО-2; у зв'язку з тим, що лікарі виявили серйозні відхилення в роботі серцево-судинної системи А. Лавейкіна, його замінили А. Александровим з екіпажу «Союзу ТМ-3». Командир ЕО-2 Ю. Романенко встановив новий рекорд тривалості космічного польоту (326 діб).
Наступний екіпаж — ЕО-3 (В.Тітов, М.Манаров), який прибув на станцію у грудні 1987 на «Союзі ТМ-4» (№ 54), пропрацював на «Мирі» рік. У цей період вперше був випробуваний новий спосіб виконання програми експедиції відвідин — під час перезміни екіпажів основних експедицій. Космонавт ЛДІ ім. Громова А. Левченко, який стартував у складі екіпажу ЕО-3, виконав короткочасний політ (в режимі відвідування станції) і здійснив посадку з екіпажем ЕО-2. Тепер для ЕВ не потрібно було спеціально готувати окремі екіпажі, у кожній експедиції відвідин економився корабель і ракета. Незабаром такий режим виконання експедицій відвідування став штатним і використовувався до завершення експлуатації станції «Мир».
Під час польоту ЕО-3 була виконана друга, і остання, експедиція відвідин «старого зразка» у складі радянсько-болгарського екіпажу на кораблі «Союз ТМ-5» (№ 55). Після запровадження нового режиму експедицій відвідування остаточно встановився режим тривалості польотів основних експедицій — раніше екіпажі ЕВ, зазвичай, доставляли екіпажам ЕО «свіжі» кораблі, з наступного польоту екіпажі ЕО мали стартувати і повертатися на Землю на одному кораблі, виконуючи приблизно піврічні польоти. що збігалося з ресурсом корабля.
В екіпажі «Союзу ТМ-6» (№ 56) не було бортінженера, командир В. Ляхов і космонавт-дослідник — громадянин Афганістану А. Моманд виконали політ за програмою ЕВ, а лікар-дослідник В. Поляков — за програмою ЕО. В. Поляков прибув на станцію для проведення нового експерименту щодо збільшення тривалості космічного польоту. Відразу після прильоту на «Мир» він увійшов до складу ЕО-3, а потім передбачалося, що він продовжить свою роботу в екіпажах ЕО-4 та ЕО-5, виконавши тим самим політ тривалістю понад рік.
Сформувати екіпаж без бортінженера вдалося завдяки тому, що у вересні 1985 (після епопеї з порятунку «Салюта-7») в ЦПК була створена група космонавтів-рятувальників, в яку були включені досвідчені командири кораблів: В. Ляхов, А. Березовий та Ю. Малишев. У 1985-1987 ці космонавти пройшли спеціальний курс тренувань і були підготовлені для виконання космічного польоту самостійно (без бортінженера) для здійснення рятувальних робіт та евакуації з орбітальної станції одного-двох поранених або хворих космонавтів (це стало особливо актуальним після захворювання на орбіті В. Васютіна). 1988 В. Ляхов, А. Березовий та Ю. Малишев почали підготовку до польоту на «Союзі ТМ-6», очоливши відповідно основний, дублерний та резервний екіпажі (без бортінженерів).
Виконавши короткочасний політ, В. Ляхов і А. Моманд зробили посадку на «Союзі ТМ-5». Посадка «Союза ТМ-5» планувалася 6 вересня 1988. Відповідно до циклограми спуску В. Ляхов вручну відстрілив орбітальний відсік (ОВ) (на кораблях «Союз T» і «Союз ТМ» відділення ОВ відбувалося на орбіті до видачі гальмівного імпульсу, що давало значну економію палива). Через відмову датчика інфрачервоної вертикалі системи орієнтації корабля в розрахунковий час не включився двигун злижувально-коректувальної рушійної установки (ЗКРУ). Через 7 хв орієнтація корабля відновилася і БЦОМ несподівано запустила ЗКРУ. Час включення був нерозрахунковий, тому В. Ляхов через 6 сек вручну відключив двигун. Спуск перенесили на наступний оберт. Під час сеансу зв'язку оператори ЦУПу заклали на борт корабля нову циклограму спуску, але, вона виявилася помилковою: двигун включився вчасно, відпрацював 7 сек і відключився. Командир корабля знову його запустив, через 14 сек він відключився. В. Ляхов знову включив ЗКРУ, намагаючись дотиснути гальмівний імпульс. Коли ЗКРУ відпрацювала 33 сек, порушився режим стабілізації і командир змушений був припинити гальмування, відключивши двигун.

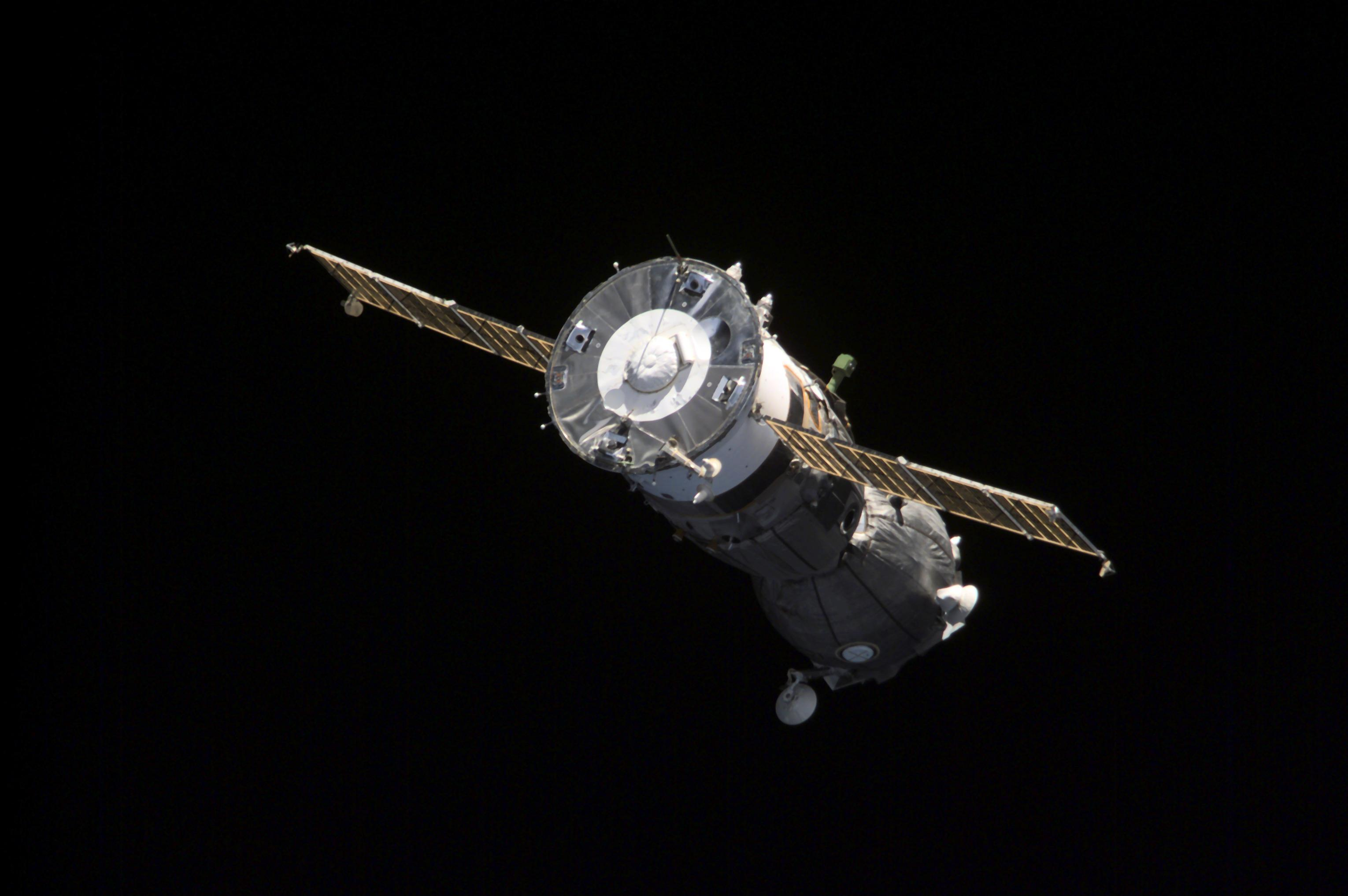
Союз ТМ-32 в польоті

Під час вмикання-вимикання двигуна зі звуковим сигналом включилися термодатчики на відділення спускного апарата (СА) від агрегатного відсіку (АВ), а після останнього відключення двигуна запустився лічильник програмно-часового пристрою розділення відсіків, яке мало відбутися через 20 хв. В. Ляхов вручну відключив термодатчики, але лічильник продовжував відраховувати. У цей час почався сеанс зв'язку з ЦУПом, але розібратися в ситуації в умовах цугцвангу було дуже складно. Після того, як засвітився транспарант «Програма розділення включена», В. Ляхов, не чекаючи дозволу ЦУПу, видав команду на заборону розділення відсіків. До відстрілу АВ з двигуном залишалося трохи більше 1 хвилини.
Якщо б це сталося, то СА з космонавтами залишився б на орбіті і вони були б приречені на загибель від задухи. На щастя, В. Ляхов проявив неабияке самовладання і високий професіоналізм, і вчасно запобіг розділенню АВ від СА. Провівши на орбіті додаткову добу (без ОВ, а значить, без їжі, води і, головне, туалету), екіпаж 7 вересня 1988 з третьої спроби успішно повернувся на Землю. На наступних кораблях повернулися до старої схеми відділення ОВ після видачі гальмівного імпульсу.
26 листопада 1988 стартував «Союз ТМ-7» (№ 57), який доставив на станцію екіпаж ЕО-4. Старт наступного екіпажу, ЕО-5 був запланований на 19 квітня 1989 на кораблі № 58. Однак у березні 1989 на космодромі у час випробувань був пошкоджений корабель № 59, який мав бути резервним під час польоту 58-го. АВ корабля № 59 частково зруйнувався через перенаддув під час випробувань в барокамері, і цю машину відправили на ремонтдо НВО «Енергія». Іншого готового корабля, резервного для апарата № 58, не було. Держкомісія аиррішеила тимчасово відкласти старт корабля № 58, поки на космодром не буде відправлений наступний корабель (№ 60).
27 квітня 1989 на «Союзі ТМ-7» посадку зробив екіпаж ЕО-4 (А.Волков, С.Крикальов, В.Поляков), і в експлуатації станції «Мир» настала вимушена перерва тривалістю понад чотири місяців, а В. Поляков не зміг встановити новий рекорд тривалості космічного польоту: його орбітальний марафон перервався на 241-й добі польоту.
6 вересня 1989 на орбіту був виведений «Союз ТМ-8» (№ 58) з екіпажем ЕО-5. Починаючи з цього моменту, протягом 10 років станція «Мир» експлуатувалася в безперервному пілотованому режимі.
11 лютого 1990 під час виведення на орбіту «Союзу ТМ-9» (№ 60) з екіпажем ЕО-6 сталася нештатна ситуація: при скиданні головного обтічника мимовільно розкрилися, як пелюстки, три (з шести) листів екрано-вакуумної теплоізоляції (ЕВТІ) СА корабля. Після стикування зі станцією космонавтам довелося вийти у відкритий космос і закріпити ЕВТІ.
1 серпня 1990 стартував екіпаж ЕО-7 на «Союзі ТМ-10» (№ 61А). Це був колишній аварійний корабель № 59, для якого виготовили новий АВ. При цьому корабель отримав новий заводський номер — № 61А.
На рубежі 80-90-х років у зв'язку з різким скороченням фінансування програми з'явилась загроза припинення експлуатації станції «Мир». Саме в цей період були проведені перші комерційні польоти іноземних громадян. У грудні 1990 політ виконав представник приватної японської телекомпанії TBS Т. Акіяма (старт на «Союзі ТМ-11» № 61), а в травні 1991 на «Союзі ТМ-12» (№ 62) у космос полетіла інженер-технолог кондитерської компанії Mars — британка Х. Шарман.
З 1992 на кораблях і станції почали регулярно літати професійні космонавти з Німеччини, Франції та ЄКА. Згодом до польотів на «Мир» підключилося NASA. Це дозволило успішно експлуатувати «Мир» до 1999. При цьому безперебійну доставку екіпажів на станцію забезпечували кораблі «Союз ТМ».
24 січня 1993 на кораблі «Союз ТМ-16» (№ 101) стартував екіпаж ЕО-13. Г. Манаков і А. Поліщук випробували «Союз-рятувальник», виконавши пристикувавшись до модуля «Кристал».
Корабель мав стикувальний вузол нової конструкції: андрогінно-периферійний агрегат стикування — АПАС-89 (цифра означала рік розробки). Такий же стикувальний вузол мав встановлюватися на шлюзову камери «Бурана», розташовану у вантажному відсіку корабля. Це дозволяло зістикувати «Союз ТМ» з «Бураном».
Роботи за цією темою почались в НВО «Енергія» наприкінці 80-х років в рамках програми «Буран». «Союз ТМ» зі стикувальним агрегатом АПАС-89 призначався для використання як корабель-рятувальник для екіпажу «Бурана» в період його льотно-конструкторських випробувань («Союз-рятувальник»). Було замовлено три корабля-рятувальника «Союз ТМ», які отримали заводські номери 101, 102 і 103.
У період ЛКВ «Бурана» в його екіпаж мали входити два пілота-випробувача. Передбачалося, що впродовж усього польоту пілотованого «Бурана» корабель-рятувальник «Союз ТМ» перебуватиме на стартовій позиції в готовності до термінового старту. Необхідність польоту «Союза-рятувальника» могла виникнути у випадку серйозних відмов життєво важливих бортових систем «Бурана», що робило неможливим здійснити посадку. У такому випадку стартувати «Союз ТМ» з одним космонавтом-рятувальником для евакуації двох пілотів з «Бурана».
Льотні випробуваного багаторазове корабля затягувалися. Перший політ «Бурана» відбувся 15 листопада 1988. Наступний безпілотний політ мав виконати другий корабель, планувався на 1991.
«Союз ТМ» № 101 виготовили 1991, тому було вирішено включити корабель в програму тижневого польоту безпілотного «Бурана-2». Після старту «Буран» мав пристикуватись до модуля «Кристал» станції «Мир»; екіпаж станції перейшов би до кабіни «Бурана» і випробував би його бортові системи, зокрема дистанційний маніпулятор; політ зістикованих апаратів тривав би одну добу; після розстикування «Бурана» і «Миру» мав стартувати «Союз ТМ» № 101 з екіпажем на борту і прістикуватись до багаторазового корабля; екіпаж «Союзу ТМ» протягом доби мав працювати на борту «Бурана»; після розстикування «Буран» виконав би автоматичну посадку, а «Союз ТМ» з екіпажем пристикуватись до модуля «Кристал» «станції Мир».
Для реалізації цієї програми та виконання польоту на кораблі «Союз ТМ» № 101 у листопаді 1990 в ЦПК були сформовані дві групи космонавтів і почалася підготовка. У першу групу (командири кораблів) були включені космонавти ДКНДІ ВПС (військові пілоти «Бурана»): Бачурін, Бородай та Каденюк. У другу групу (військові бортінженери) увійшли: Степанов, Ілларіонов і Фефелов.
Спочатку польоти «Бурана-2» і «Союзу ТМ» № 101 планувалися на кінець 1991, потім їх перенесли на кінець 1992. У березні 1992 космонавти обох груп завершили курс підготовки по кораблях «Союз-рятувальник» та «Буран» і здали іспити. Далі підготовка мала відбуватися у складі екіпажів. У травні 1993 було вирішено припинити всі роботи за програмою «Буран». Подальше використання цієї модифікації не планувалося, тому напрацювання за двома іншими кораблям (№ 102 і № 103) передали на виготовлення звичайних «Союзів ТМ».
14 січня 1994 після розстикування «Союзу ТМ-17» (№ 66) з екіпажем ЕО-14 (В. Циблієв і А. Серебров) під час обльоту комплексу «Мир» відбулося нерозрахункове зближення і зіткнення корабля зі станцією. Обійшлося без серйозних наслідків.
8 січня 1994 стартував «Союз ТМ-18» (№ 67) з екіпажем ЕО-15 (В. Афанасьєв, Ю. Усачов, В. Поляков). Згодом В. Поляков працював у складі екіпажів ЕО-16 і ЕО-17, у результаті виконавши рекордний за тривалістю політ — понад 437 діб.
14 серпня 1997 при посадці «Союзу ТМ-25» (№ 74) з екіпажем ЕО-23 (В. Циблієв і А. Лазуткін) передчасно, на висоті 5,8 км, спрацювали двигуни м'якої посадки. З цієї причини посадка СА була жорсткою (швидкість приземлення склала 7.5 м / с), але космонавти не постраждали.
25 серпня 1998 екіпаж ЕО-25 (Т. Мусабаєв, Н. Бударін, Ю. Батурин) здійснив посадку на «Союзі ТМ-27» (№ 76). Корабель встановив рекорд тривалості польоту для кораблів «Союз» усіх типів — 207 діб. Рекорд був вимушеним через затримку старту наступного корабля.
20 лютого 1999 стартував «Союз ТМ-29» (№ 78) з екіпажем ЕО-27 (В. Афанасьєв, Ж.-П.Еньере, І. Белла). Це був останній корабель, виготовлений для станції «Мир».
«Союзи ТМ» нової, «двохсотої» серії мали використовуватися на початковому етапі польотів до міжнародної космічної станції. Спочатку були замовлені п'ять апаратів: № 201—205. При цьому три з них (№ 201—203) мали оснащуватися гібридним стикувальним вузлом (звичайний агрегат стиковки типу «штир-конус», встановлений на шпангоут андрогінно-периферійного агрегату стикування з внутрішнім люком-лазом діаметром 110 см), а кораблі № 204 і № 205 — звичайним стикувальним вузлом типу «штир-конус» з люком-лазом діаметром 80 см. Кораблі з гібридними стикувальними вузлами необхідні були для стикування до гібридного надирного вузла «службового модуля Звєзда» (на початковому етапі складання МКС).
1996 НВО «Енергія» розпочала виготовлення двох перших апаратів: № 201 і № 204.
1997 було вирішено модернізувати функціонально-вантажний блок «Заря», що будувалася, оснастивши його надирний причал звичайним стикувальним вузлом, щоб до нього могли стикуватися звичайні «Прогреси» і «Союзи ТМ». З цієї причини потреба в кораблях з гібридними вузлами відпала. У другій половині 1997 вирішено не будувати машини № 202 і № 203, а 1998 було вирішено відмовитися від корабля № 201. Тепер апарат мав оснащуватися звичайним стикувальним вузлом. У зв'язку з цим колишній корабель № 201 отримав новий номер — 206.
1999 було вирішено продовжити експлуатацію «Миру» в пілотованому режимі і використовувати корабель № 204, що призначався для першого екіпажу МКС, для доставки на станцію ще одного екіпажу.
4 квітня 2000 стартував «Союз ТМ-30» (№ 204) з екіпажем ЕО-28 (С. Зальотін і А. Калері). Це був останній пілотований корабель, відправлений до «Миру». Як компенсацію 1999 НВО «Енергія» почала будувати корабель № 207 для МКС.
У середині 2000 корабель № 205 був підготовлений для запуску на випадок непристикування «Зарі» до «Звєзди» в автоматичному режимі. Цей корабель мав доставити на «Звєзду» аварійний екіпаж (Г. Падалка та М. Бударін) для виконання стикування модулів у телеоператорному режимі. Стикування «Зарі» і «Звєзди» відбулась успішно, 31 жовтня 2000 на кораблі «Союз ТМ-31» (№ 205) стартувала перша основна експедиція МКС (Ю. Гидзенко, С. Крикальов, У. Шеперд).
На початку 2001 корабель № 206 був підготовлений до польоту на «Мир» для доставки екіпажу рятувальників (Г. Падалка та М. Бударін) на випадок необхідності ліквідації нештатних ситуацій на борту станції перед її затопленням. У зв'язку з цим 2000 почалося виготовлення додаткового корабля «Союз ТМ» № 208 (як компенсації за № 206). Політ на «Мир» екіпажу рятувальників не знадобився, 28 квітня 2001 на «Союзі ТМ-32» (№ 206) до МКС стартувала перша російська експедиція відвідування — МКС-ЕВ1.
21 жовтня 2001 відбувся старт екіпажу МКС-ЕВ2 на «Союзі ТМ-33» (№ 207).
25 квітня 2002 був запущений «Союз ТМ-34» (№ 208) з екіпажем МКС-ЕВ3. «Союз ТМ-34» — останній «Союз ТМ». В листопаді 2002 «Союз ТМ-34» виконав посадку з екіпажем МКС-ЕВ4.